# ALPHA (expérience)
Pour les articles homonymes, voir ALPHA.

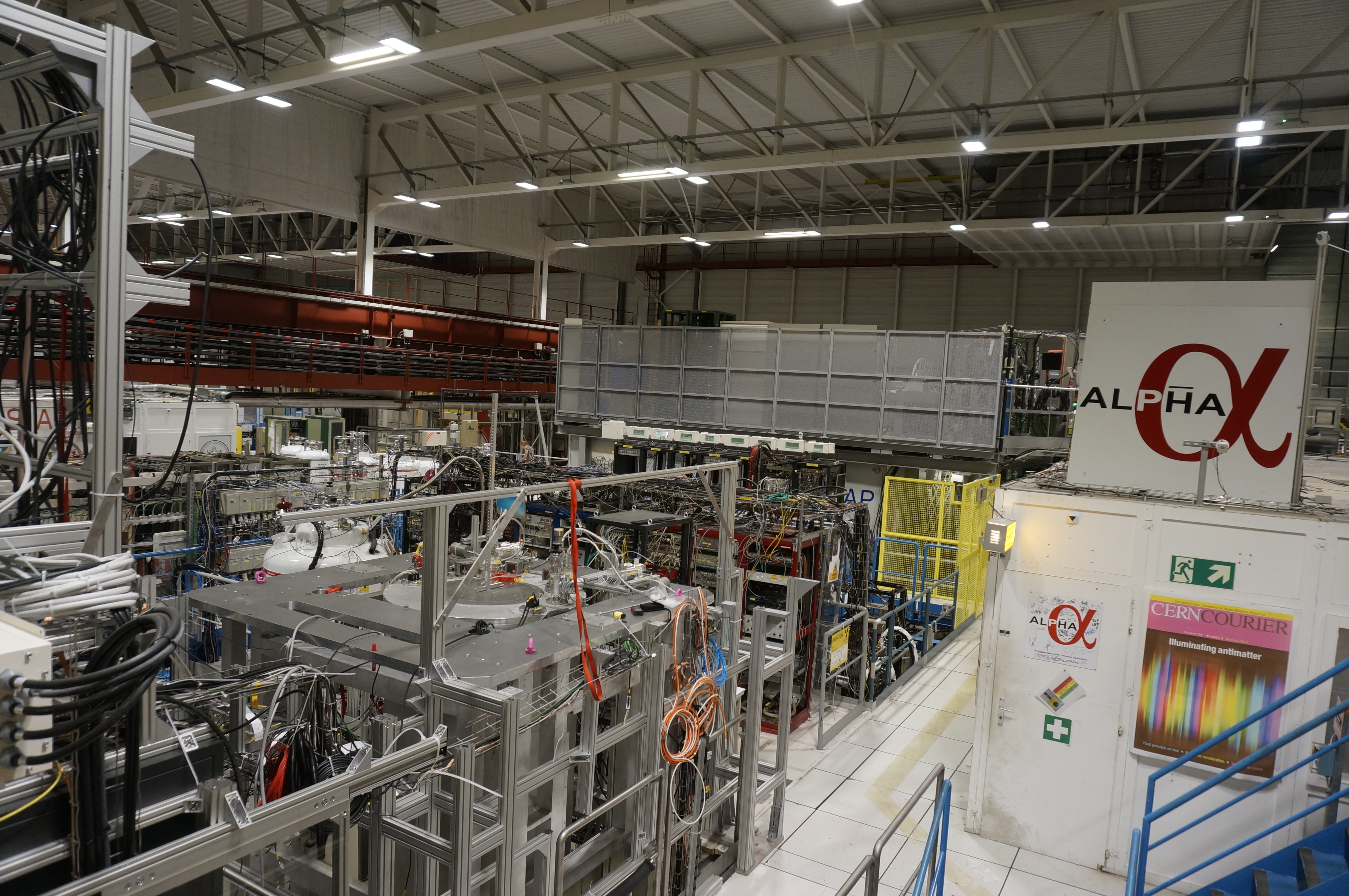
Expérience ALPHA au CERN.

La Collaboration ALPHA (Antihydrogen Laser PHysics Apparatus) est une expérience menée au CERN par une équipe de physiciens composée de scientifiques venant d'un grand nombre d'institutions différentes. Elle a pour but de piéger l'antimatière neutre sous la forme d'antihydrogène dans un piège magnétique, puis de mener des expériences sur les antiatomes qui auront été piégés. Le but de ces expériences est de tester la symétrie CPT au travers de comparaisons des spectres des atomes d'hydrogène et d'antihydrogène. La Collaboration ALPHA se compose partiellement d'anciens membres de la Collaboration ATHENA, le premier groupe à avoir produit une quantité significative d'antihydrogène froid, en 2002. Ils ont été rejoints par un grand nombre de nouveaux membres.

## Projet et obstacles
Ces objectifs représentent de multiples défis. Les pièges magnétiques, dans lesquels les atomes sont piégés en utilisant leur moment magnétique, sont connus pour leur fragilité ; seuls peuvent être piégés les atomes ayant une énergie cinétique inférieure au kelvin. L'antihydrogène froid initialement créé en 2002 par les collaborations ATHENA et ATRAP a été produit lors de la fusion de plasmas de positrons (antiélectrons) et d'antiprotons. Alors que cette méthode se soit avérée assez efficace, elle semble toutefois créer des antiatomes aux énergies excessives pour qu'ils soient piégés. De plus, pour faire de la spectroscopie laser sur ces antiatomes, il est important qu'ils se trouvent dans leur état fondamental, ce qui ne semble pas le cas de la majorité des antiatomes créés jusqu'ici.
Les antiprotons proviennent du décélérateur d'antiprotons du CERN, et ils sont mélangés avec les positrons depuis un accumulateur de positrons vers un piège de Penning-Malmerg conçu spécialement à cet effet. L'ensemble est entouré d'un aimant supraconducteur à huit pôles (octupôle), formant un piège magnétique B-minimum.

## Résultats
Une expérience préliminaire menée en 2013 a révélé que la masse gravitationnelle des atomes d'antihydrogène se situait entre -65 et 110 fois leur masse inertielle, ce qui laisse une marge de manœuvre considérable pour l'affiner en utilisant un plus grand nombre d'atomes d'antihydrogène plus froids.
L'expérience a réussi à refroidir par laser des atomes d'antihydrogène, technique utilisée la première fois sur de la matière normale en 1978,,.
Le 27 septembre 2023, l'équipe ALPHA publie un article démontrant la prédiction selon laquelle l'interaction gravitationnelle de l'antimatière est similaire à celle de la matière normale. Pour que le principe d'équivalence faible de la relativité générale soit correct, il faut que les deux matières présentent des propriétés gravitationnelles identiques,. Les résultats excluent l'existence d'une gravité complètement répulsive, au sens de -G comme l'avaient précédemment théorisé certains scientifiques.
Cependant, une différence d'un facteur 5 entre la simulation et l'expérience est exprimée par l'équipe du CERN, ce qui dénote un défaut dans l'expérience, qui ne permet à l'heure de la publication d'atteindre un niveau suffisant de certitude pour totalement confirmer les résultats.

## Institutions membres de la Collaboration ALPHA
- Université d'Aarhus, Danemark ;
- Université d'Auburn, États-Unis ;
- Université de la Colombie Britannique, Canada ;
- Université de Californie, Berkeley, États-Unis ;
- Université de Calgary, Canada ;
- Université de Liverpool, Grande-Bretagne ;
- Université du Manitoba, Canada ;
- Centrale nucléaire de Dimona, Israël ;
- RIKEN, Japon ;
- Université fédérale de Rio de Janeiro, Brésil ;
- Université de Swansea, Grande-Bretagne ;
- Université de Tokyo, Japon ;
- TRIUMF (en), Canada.

### Pages connexes
- CERN
- LHC
- ATHENA